# Дендермонде
Дендермонде (хол. Dendermonde) је општина у Белгији у региону Фландрија у покрајини Источна Фландрија. Према процени из 2007. у општини је живело 43.521 становника.

## Географија

### Клима
| Клима (Дендермонде) | Клима (Дендермонде) | Клима (Дендермонде) | Клима (Дендермонде) | Клима (Дендермонде) | Клима (Дендермонде) | Клима (Дендермонде) | Клима (Дендермонде) | Клима (Дендермонде) | Клима (Дендермонде) | Клима (Дендермонде) | Клима (Дендермонде) | Клима (Дендермонде) | Клима (Дендермонде) |
| Показатељ \ Месец   | .Јан.               | .Феб.               | .Мар.               | .Апр.               | .Мај.               | .Јун.               | .Јул.               | .Авг.               | .Сеп.               | .Окт.               | .Нов.               | .Дец.               | .Год.               |
| ------------------- | ------------------- | ------------------- | ------------------- | ------------------- | ------------------- | ------------------- | ------------------- | ------------------- | ------------------- | ------------------- | ------------------- | ------------------- | ------------------- |
| [ тражи се извор ]  |                     |                     |                     |                     |                     |                     |                     |                     |                     |                     |                     |                     |                     |

## Становништво
Према процени, у општини је 1. јануара 2015. живело 44.938 становника.
| 1984. | 2000. | 2010. | 2015. |
| ----- | ----- | ----- | ----- |
| 42512 | 43137 | 44095 | 44938 |

## Партнерски градови
- Нинбург
- Таргу Њамц